# 1054
Rok 1054 (MLIV) gregoriánského kalendáře začal v neděli 1. ledna a skončil v neděli 31. prosince. Dle židovského kalendáře nastal přelom roků 4814 a 4815, dle islámského kalendáře 475 a 476.

## Události
- Únor – bitva u Mortemeru: Normané porazili francouzské vojsko, když jej přistihli během plenění a drancování. Výsledkem toho stáhl francouzský král Jindřich I. svou hlavní armádu z Normandie.
- 30. dubna – Rosdalla, poblíž Kilbegganu v Irsku: nejstarší známé evropské tornádo.
- 16. července – římský biskup a patriarcha (= papež) Lev IX. a konstantinopolský patriarcha Michael Kerularios se vzájemně exkomunikovali z křesťanské církve, čímž završili Velké schizma – rozštěpení, jímž byla původní Svatá katolická apoštolská církev rozdělena na církev západní (římský patriarchát = Římskokatolická církev) a církev východní (patriarcháty konstantinopolský, alexandrijský, antiochejský a jeruzalémský, a autokefální církev gruzínská = dnes pravoslavné/ortodoxní církve). Exkomunikační dopis papežův, napsaný v lednu t.r., doručili do Konstantinopole kardinál Humbert a kardinál Frederich.
- 27. července – Siward, earl z Northumbrie vpadl do Skotska, aby podpořil Malcolma Canmora proti Macbethovi, který získal skotský trůn po smrti Malcolmova otce, krále Duncana. Macbeth byl poražen u Dunsinane.
- Lý Nhật Tôn, třetí král dynastie Lý, započal svou vládu ve Vietnamu a změnil úřední název země na Đại Việt.
- Břetislav I. vydal stařešinský řád, stanovující, že českým knížetem se měl stát vždy nejstarší Přemyslovec (viz seniorát).

## Vědy a umění
- 4. července – Číňané, Arabové a zřejmě i Indiáni zaznamenali výbuch supernovy SN 1054 poblíž hvězdy ζ Tauri. Dvacet tři dní zůstala natolik jasná, že byla vidět i za denního světla. Její pozůstatky dnes tvoří Krabí mlhovinu (NGC 1952).[1]

## Narození
- 9. dubna – Judita Marie Švábská, uherská královna a polská kněžna († 14. března 1105)
- ? – Richard Normandský, druhý syn Viléma I. Dobyvatele a dědic anglického trůnu († cca 1081)

## Úmrtí
- 20. února – Jaroslav Moudrý, kníže novgorodský a velký kníže kyjevský (* kolem 978)
- 19. dubna – Lev IX., papež (* 1002)
- 24. září – Heřman z Reichenau, německý kronikář, učenec, básník a skladatel (* 1013)

## Hlavy států
- České knížectví – Břetislav I.
- Papež – Lev IX.
- Svatá říše římská – Jindřich III. Černý
- Anglické království – Eduard III. Vyznavač
- Aragonské království – Ramiro I.
- Barcelonské hrabství – Ramon Berenguer I. Starý
- Burgundské království – Rudolf III.
- Byzantská říše – Konstantin IX. Monomachos
- Dánské království – Sven II. Estridsen
- Francouzské království – Jindřich I.
- Kyjevská Rus – Jaroslav Moudrý – Izjaslav I. Jaroslavič
- Kastilské království – Ferdinand I. Veliký
- Leonské království – Ferdinand I. Veliký
- Navarrské království – García V. Sánchez / Sancho IV.
- Norské království – Harald III. Hardrada
- Polské knížectví – Kazimír I. Obnovitel
- Skotské království – Macbeth I.
- Švédské království – Emund Starý
- Uherské království – Ondřej I.